# Administración Nacional de Usinas y Transmisiones Eléctricas
La Administración Nacional de Usinas y Trasmisiones Eléctricas, conocida por sus siglas como UTE, es la compañía estatal de producción , abastecimiento y distribución de energía eléctrica de Uruguay que opera en forma de monopolio. Cuenta con aproximadamente 1.500.000 clientes entre pequeños, medianos y grandes consumidores.

## Creación

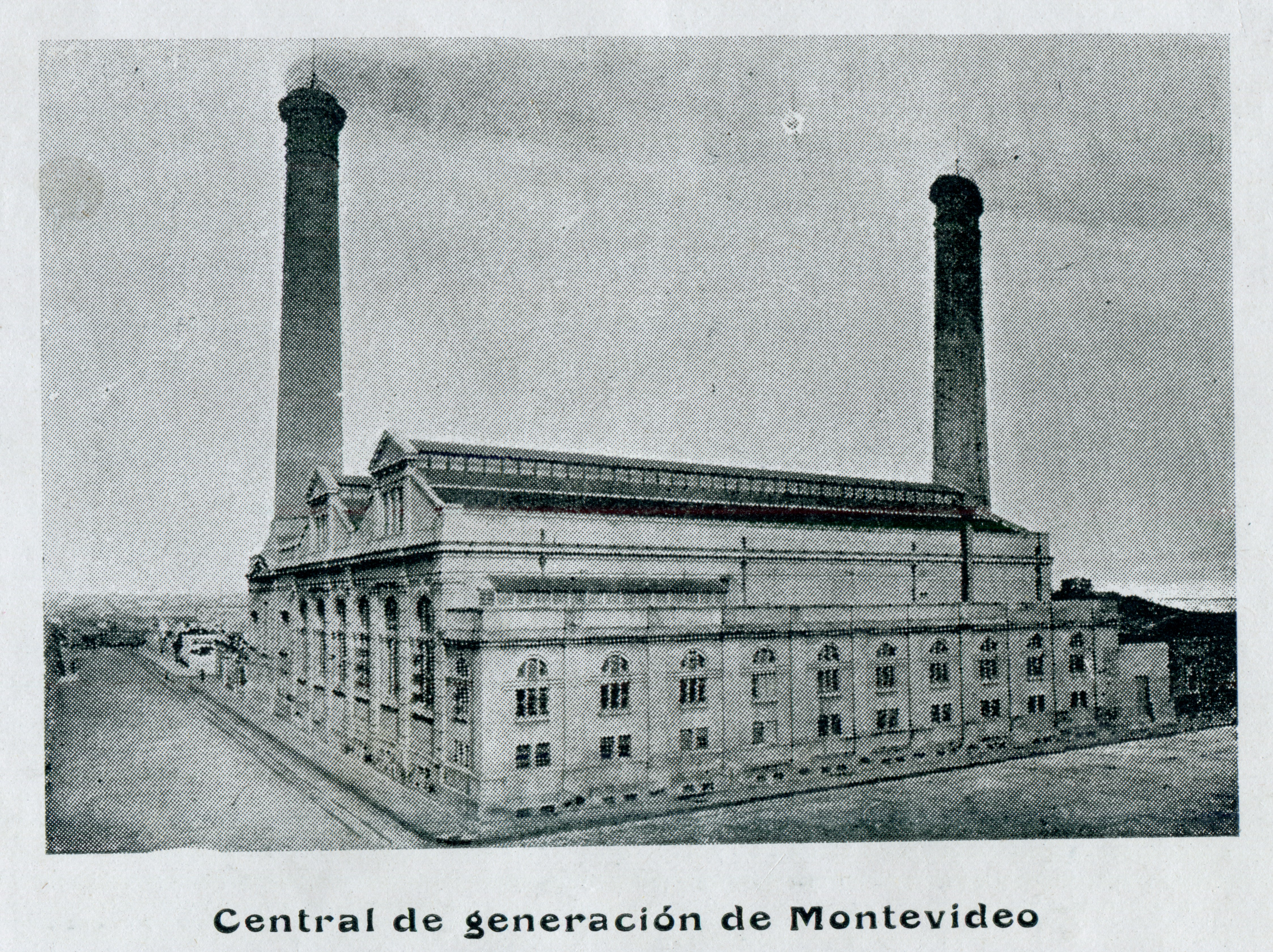
Usina Eléctrica de Montevideo, actual Usina Santiago Calcagno

Creada el 21 de octubre de 1912, cuando se promulgó una ley que dio origen a esta empresa pública, en el marco del impulso reformista y de modernización de los sucesivos gobiernos batllistas.
En su ley de creación se estableció la expropiación de la entonces Usina Eléctrica de Montevideo y de la Compañía de la Luz Eléctrica, ambas compañías privadas y con participación estatal hasta el momento de su expropiación.  
A partir de 1931, en otro impulso de reformas batllistas, la telefonía que se encontraba hasta el momento en la órbita de la Administración General de Correos, Telégrafos y Teléfonos pasa a conformar la Administración de las Usinas Eléctricas del Estado por lo que su denominación se modifica a Administración General de las Usinas y Teléfonos del Estado. 
Por resolución número 4.016 de 16 de abril de 1932 se toma la sigla UTE por denominación de Administración Nacional de Usinas y Teléfonos del Estado. 

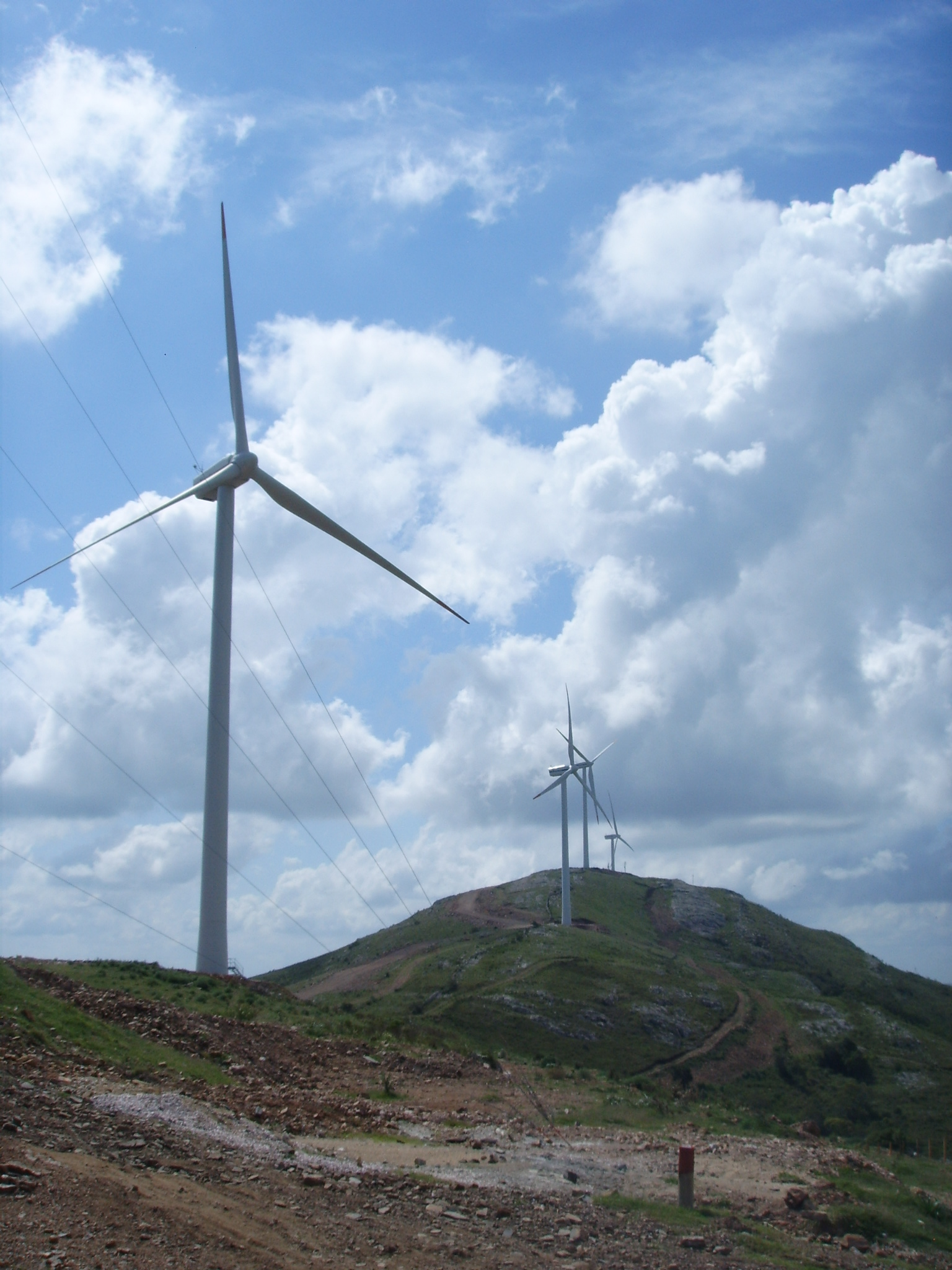
Parque eólico Sierra de los Caracoles

A partir de 1974, bajo la Dictadura Cívico-Militar, se decidió separar las funciones de producción y distribución de energía eléctrica de las telefónicas, separándolas en dos compañías especializadas, una para las telecomunicaciones Administración Nacional de Telecomunicaciones y otra para las usinas y trasmisiones eléctricas, y entonces, su nombre pasó a ser el actual.

Central José Batlle y Ordóñez

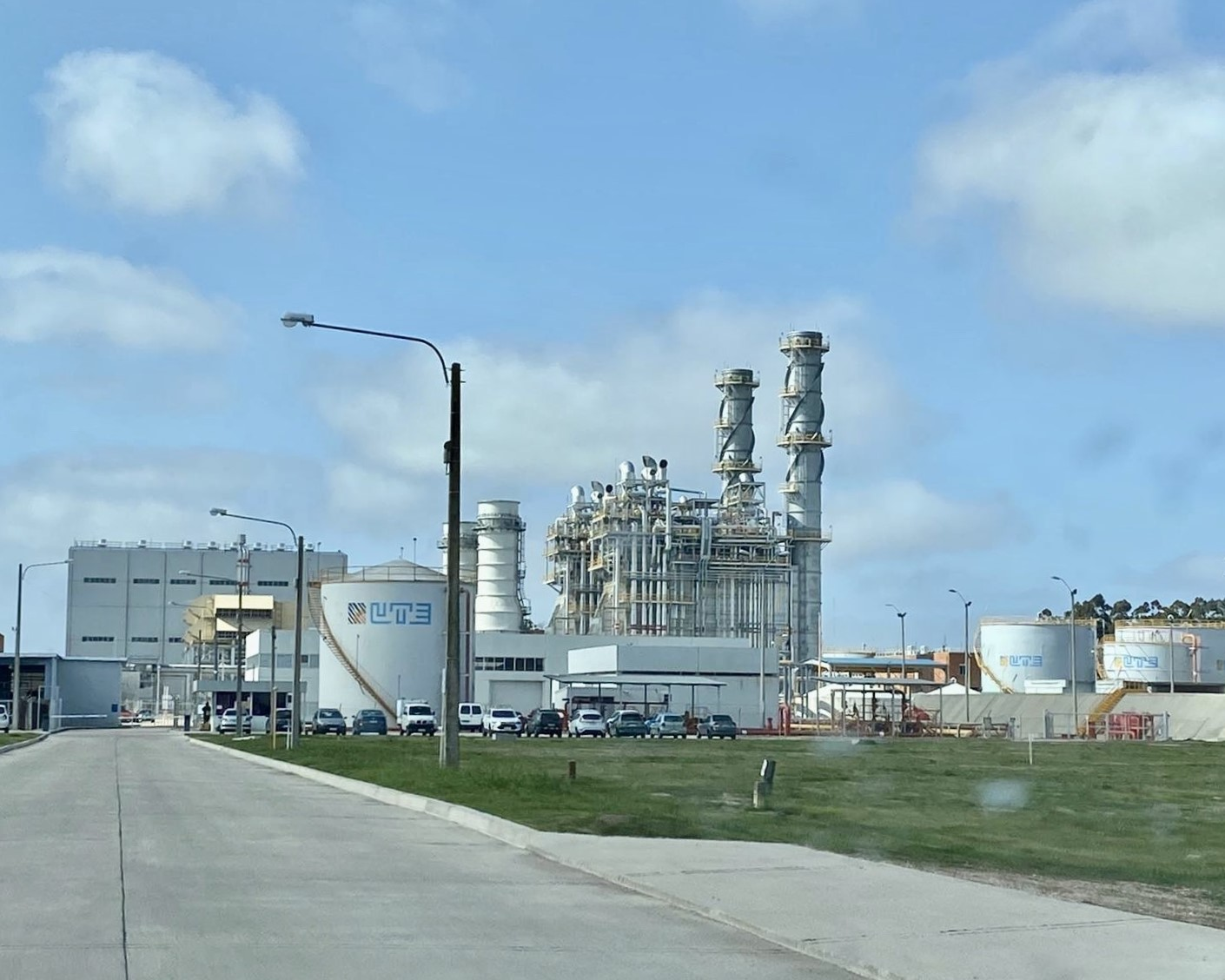
La Central térmica Punta del Tigre con 840 MW es la central térmica más grande del país.

El Palacio de la Luz es la sede central de dicho ente,  es obra del arquitecto Román Fresnedo Siri.

## Generación de energía
La empresa cuenta con tres centrales hidroeléctricas ubicadas en el Río Negro: Represa de Rincón del Bonete, la Represa de Baygorria y la Represa de Palmar, conocida como Constitución. Además, opera una central hidroeléctrica binacional, la Represa de Salto Grande, en el río Uruguay, de la cual UTE adquiere la energía correspondiente a Uruguay.
En cuanto a las instalaciones termoeléctricas, la empresa cuenta con la Central José Batlle y Ordóñez, la cual albergaba cuatro grupos generadores accionados por turbinas de vapor (actualmente desafectados) que fueron reemplazados de ocho motores de fueloil, cada uno con una capacidad de 10 MW. La Central Térmica de Respaldo de la Tablada aporta dos turbinas a gas, mientras que la Central térmica Punta del Tigre cuenta con ocho turbinas a gas natural o gasoil de 50 MW cada una las que se les sumaron dos turbinas a gas y una de vapor que operan a ciclo combinado sumando un total de 840 MW de potencia en toda la planta.
Adicionalmente, UTE gestiona una central a gas de 1 MW ubicada en Maldonado, la cual utiliza el gas metano producido de descomposición del vertedero departamental de Las Rosas. Esta instalación es propiedad de la Intendencia del departamento.

### Actividades
Por ley 16.832 se dispone que sólo las actividades de transmisión, transformación y distribución de energía eléctrica tienen carácter de servicio público en cuanto se destinen total o parcialmente a terceros en forma regular y permanente, de modo que las actividades de generación, importación, exportación y comercialización de energía eléctrica no constituyen servicio público.
Se agrega competencia a la prestación del servicio público, agregando el cometido de la realización de cualquiera de las actividades de la industria eléctrica. Artículo 3.º de la Ley 15.031, Artículo 23 de la Ley 16.832
Por Decreto 276/002 las actividades de transmisión, transformación y distribución, considerados servicios públicos, pueden ser cumplidas por UTE o por concesión. 
Según el Reglamento de Mercado Mayorista de Energía Eléctrica, en su artículo tercero, la generación, importación, exportación y comercialización, no son servicios públicos pero se rigen por disposiciones especiales.

### Cambio en la matriz energética
En los últimos años, Uruguay experimentó un cambio radical en la matriz energética. Pasó de depender del petróleo y sus derivados a generar la mayor parte de su energía de fuentes renovables y sustentables.
Cuenta también con tres parques eólicos el Parque Eólico de Sierra de los Caracoles en Maldonado, el Parque Eólico Pampa en el departamento de Tacuarembó y el Parque Eólico Arias en el departamento de Artigas. Además cuenta con acuerdos con productores privados de generación eléctrica como son el caso de UPM-Kymmene, Alcoholes del Uruguay, Zenda Leather, y con todos los parques eólicos de capital privado.

## Autoridades
En el ejercicio actual (2025-2030) el directorio del ente esta presidido por Andrea Cabrera.

### Funcionarios
La organización cuenta con una Agrupación de funcionarios desde el 4 de abril de 1949 llamada AUTE y una segunda Agrupación de funcionarios desde el 12 de abril del 2012 llamada APROM.